# Tim Sylvia
Timothy Deane Sylvia, född 5 mars 1976, är en amerikansk före detta MMA-utövare som bland annat tävlade i organisationen Ultimate Fighting Championship där han var mästare i tungvikt 2003 och 2006–2007.